# Carel Eiting
Carel Willem Hendrik Eiting (ur. 11 lutego 1998 w Amsterdamie) – holenderski piłkarz grający na pozycji defensywnego pomocnika. Od 2021 jest zawodnikiem klubu KRC Genk.

## Kariera klubowa
Swoją karierę piłkarską Eiting rozpoczynał w juniorach takich klubów jak: Amsterdamsche FC (2004-2007) i AFC Ajax (2015-2016). W 2016 roku stał się członkiem zespołu rezerw Ajaksu i 12 sierpnia 2016 zadebiutował w nich w Eerste divisie w wygranym 4:1 wyjazdowym meczu z Almere City FC. Z kolei w 2017 roku zaczął grać również w pierwszym zespole Ajaksu. W nim swój debiut zaliczył 14 grudnia 2017 w zwycięskim 3:1 domowym meczu z Excelsiorem. Wraz z Ajaksem wywalczył wicemistrzostwo w sezonie 2017/2018 oraz mistrzostwo i Puchar Holandii w sezonie 2018/2019.
Latem 2020 Eiting został wypożyczony na rok do Huddersfield Town grającego w EFL Championship. Swój debiut w Huddersfield zaliczył 25 września 2020 w wygranym 2:0 domowym meczu z Nottingham Forest.
W lipcu 2021 Eiting przeszedł do belgijskiego KRC Genk. W Genku swój debiut zanotował 23 lipca 2021 w zremisowanym 1:1 wyjazdowym meczu ze Standardem Liège.
| Sezon   | Klub              | Kraj     | Rozgrywki      | Mecze | Gole |
| ------- | ----------------- | -------- | -------------- | ----- | ---- |
| 2016/17 | Jong Ajax         | Holandia | Eerste divisie | 28    | 3    |
| 2017/18 | AFC Ajax          | Holandia | Eredivisie     | 4     | 0    |
| 2017/18 | Jong Ajax         | Holandia | Eerste divisie | 18    | 4    |
| 2018/19 | AFC Ajax          | Holandia | Eredivisie     | 7     | 0    |
| 2018/19 | Jong Ajax         | Holandia | Eerste divisie | 3     | 0    |
| 2019/20 | AFC Ajax          | Holandia | Eredivisie     | 6     | 0    |
| 2019/20 | Jong Ajax         | Holandia | Eerste divisie | 12    | 1    |
| 2020/21 | Huddersfield Town | Anglia   | Championship   | 23    | 3    |

## Kariera reprezentacyjna
Eiting grał w młodzieżowych reprezentacjach Holandii na różnych szczeblach wiekowych: U-16, U-17, U-18, U-19 i U-20. W 2016 roku wystąpił w reprezentacji U-19 na Mistrzostwach Europy U-19.